# Brandon Pirri
Brandon Pirri (* 10. April 1991 in Toronto, Ontario) ist ein ehemaliger kanadischer Eishockeyspieler, der im Verlauf seiner aktiven Karriere zwischen 2009 und 2022 unter anderem 277 Spiele für die Chicago Blackhawks, Florida Panthers, Anaheim Ducks, New York Rangers und Vegas Golden Knights in der National Hockey League (NHL) auf der Position des Centers bestritten hat. Mit der kanadischen Nationalmannschaft gewann Pirri bei der Weltmeisterschaft 2021 die Goldmedaille.

## Karriere
Pirri begann seine Karriere als Eishockeyspieler in den Jugendligen seiner Heimatstadt Toronto. Ab 2007 spielte er in der zweitklassigen Ontario Junior Hockey League für die Streetsville Derbys und anschließend für die Georgetown Raiders. Dort konnte er erstmals auf sich aufmerksam machen, als er in der Saison 2008/09 mit 94 Scorerpunkten auf 44 Spielen die beste durchschnittliche Punktausbeute der Liga erreichte.
Im NHL Entry Draft 2009 wurde Pirri daraufhin in der zweiten Runde an 59. Position von den Chicago Blackhawks ausgewählt. Er wechselte daraufhin an die technische Hochschule Rensselaer Polytechnic Institute im US-Bundesstaat New York und lief für deren Eishockeyteam in der NCAA auf. Nachdem er seine Debütsaison als zweitbester Scorer der Mannschaft abgeschlossen hatte, wurde Pirri ins All-Rookie Team der Division ECAC Hockey gewählt.
Im August 2010 unterzeichnete Brandon Pirri einen Einstiegsvertrag über drei Jahre mit den Blackhawks und wechselte zur Saison 2010/11 zunächst zu deren Farmteam, den Rockford IceHogs, in die American Hockey League. Dort erzielte er in seiner Rookiesaison 43 Punkte in 70 Spielen und stellte damit einen neuen Mannschafts-Rookierekord auf. Zu Beginn der Saison gab er am 9. Oktober 2010 beim Spiel gegen die Detroit Red Wings zudem sein Debüt für die Blackhawks in der National Hockey League, bei dem er punkt- und straflos blieb. In der folgenden Saison kam er auf fünf Einsätze in der NHL und erzielte dabei seine ersten beiden Scorerpunkte. Gleichzeitig steigerte er sich in der AHL mit 56 Punkten aus 66 Spielen zum besten Scorer der IceHogs und wurde ins AHL All-Star Classic gewählt.
Zu Beginn der Saison 2012/13 verblieb Pirri in der AHL. Er schloss seine dritte Saison mit 75 Scorerpunkten aus 76 Spielen ab und gewann damit die John B. Sollenberger Trophy als bester Scorer der regulären Saison. Auch seine 53 Vorlagen waren Ligabestwert. In der folgenden Saison wurde Pirri erstmals dauerhaft in den NHL-Kader Chicagos berufen und erzielte am 17. Oktober 2013 sein erstes NHL-Tor im Spiel gegen die St. Louis Blues. Parallel stand er erneut für 26 Spiele für die IceHogs auf dem Eis und nahm am AHL All-Star Classic 2014 teil. Pirri schloss das Spiel mit einem Bestwert von drei Punkten ab und wurde zum wertvollsten Spieler des All-Star Classic gewählt.
Am 2. März 2014 wurde Brandon Pirri im Austausch für ein Drittrunden- und ein Fünftrunden-Wahlrecht zu den Florida Panthers transferiert. Dort kam er regelmäßig zum Einsatz, ehe ihn die Panthers im Februar 2016 im Austausch für ein Sechstrunden-Wahlrecht im NHL Entry Draft 2016 an die Anaheim Ducks abgaben. Da diese seinen auslaufenden Vertrag nicht verlängerten, sicherten sich im August die New York Rangers für ein Jahr die Dienste des Free Agents. Ebenfalls als Free Agent schloss sich Pirri im Oktober 2017 den neu gegründeten Vegas Golden Knights an und unterzeichnete auch dort einen Einjahresvertrag. Dieser wurde zweimal verlängert, bevor er im September 2020 im Tausch für Dylan Sikura an die Chicago Blackhawks abgegeben wurde und somit an seine alte Wirkungsstätte zurückkehrte. Im Sommer 2021 wurde sein auslaufender Vertrag bei den Blackhawks nicht verlängert. Erst im Januar 2022 unterzeichnete er einen Probevertrag bei den Rockford IceHogs in der AHL, wo er in der Folge zu drei Einsätzen kam. Anschließend trat Pirri im professionellen Eishockey nicht mehr in Erscheinung.

### International
Bei der Weltmeisterschaft 2021 kam Pirri zu seinem Debüt für die kanadische Nationalmannschaft und gewann mit dem Team prompt die Goldmedaille. In zehn Turnierspielen steuerte der Stürmer dazu drei Treffer bei.

## Erfolge und Auszeichnungen
| - 2010 ECAC All-Rookie Team - 2012 Teilnahme am AHL All-Star Classic - 2013 John B. Sollenberger Trophy | - 2014 Teilnahme am AHL All-Star Classic - 2014 AHL All-Star Classic MVP |

### International
- 2021 Goldmedaille bei der Weltmeisterschaft

## Karrierestatistik

### International
Vertrat Kanada bei:
- Weltmeisterschaft 2021

(Legende zur Spielerstatistik: Sp oder GP = absolvierte Spiele; T oder G = erzielte Tore; V oder A = erzielte Assists; Pkt oder Pts = erzielte Scorerpunkte; SM oder PIM = erhaltene Strafminuten; +/− = Plus/Minus-Bilanz; PP = erzielte Überzahltore; SH = erzielte Unterzahltore; GW = erzielte Siegtore; 1 Play-downs/Relegation; Kursiv: Statistik nicht vollständig)